# J. 알렉산더
J. 알렉산더(J. Alexander, 1958년 4월 12일 ~ )는 미국의 모델이다. 《도전! 슈퍼모델》에서 심사위원으로도 활동하였다. 현재 파리에서 거주하고 있다.